# کریس ویتنی
کریس ویتنی (انگلیسی: Chris Whitney؛ زادهٔ ۵ اکتبر ۱۹۷۱) بازیکن بسکتبال اهل ایالات متحده آمریکا است.
از باشگاه‌هایی که در آن بازی کرده‌است می‌توان به دنور ناگتس، واشینگتن ویزاردز، سن آنتونیو اسپرز، و اورلندو مجیک اشاره کرد.